# Abercrombie
|  | Per a altres significats, vegeu «Lascelles Abercrombie». |

Abercrombie és una població dels Estats Units d'Amèrica a l'estat de Dakota del Nord. Segons el cens dels Estats Units del 2000 tenia 296 habitants.

## Demografia
Segons el cens del 2000, Abercrombie tenia 296 habitants, 118 habitatges, i 73 famílies. La densitat de població era de 187,4 hab./km².
Dels 118 habitatges en un 35,6% hi vivien nens de menys de 18 anys, en un 54,2% hi vivien parelles casades, en un 5,1% dones solteres, i en un 38,1% no eren unitats familiars. En el 33,1% dels habitatges hi vivien persones soles el 9,3% de les quals corresponia a persones de 65 anys o més que vivien soles. El nombre mitjà de persones vivint en cada habitatge era de 2,51 i el nombre mitjà de persones que vivien en cada família era de 3,27.
Per edats la població es repartia de la següent manera: un 32,1% tenia menys de 18 anys, un 6,4% entre 18 i 24, un 31,8% entre 25 i 44, un 18,9% de 45 a 60 i un 10,8% 65 anys o més.
L'edat mediana era de 33 anys. Per cada 100 dones de 18 o més anys hi havia 113,8 homes.
La renda mediana per habitatge era de 34.167 $ i la renda mediana per família de 37.125$. Els homes tenien una renda mediana de 30.000 $ mentre que les dones 17.321 $. La renda per capita de la població era de 13.911 $. Entorn del 8,8% de les famílies i el 13,8% de la població estaven per davall del llindar de pobresa.

## Poblacions properes
El següent diagrama mostra les poblacions més properes.